# Enrico Caviglia
Pour les articles homonymes, voir Caviglia.
Enrico Caviglia (né le 4 mai 1862 à Finale Ligure et mort le  22 mars 1945  dans la même ville) est un militaire et homme politique italien qui s’illustra pendant la Première Guerre mondiale.

## Biographie

### De l'Académie militaire à la bataille d'Adua
En 1877, il est admis à l'Académie militaire de Milan, aujourd'hui appelée école militaire "Teulié". Il entre à l'Académie militaire de Turin en 1880 et en sort trois ans plus tard avec le grade de sous-lieutenant (sottotenente) d'artillerie. Il devient lieutenant (teenete) et est envoyé en Érythrée de 1888 à 1889. À son retour en Italie, en 1890, il fréquente l'École de guerre pendant deux ans, obtient le grade de capitaine (capitano) en 1893 et entre dans l'état-major de l'armée (Esercito italiano). Envoyé à nouveau en Érythrée en 1896, il participe à la bataille d'Adoua pendant la campagne d'Afrique de l'Est.

### En Extrême-Orient
En 1903, le chef d'état-major Tancredi Saletta le choisit comme attaché militaire spécial à Tokyo avec pour mission de surveiller l'imminence de la guerre russo-japonaise et, une fois le conflit terminé, l'affecte définitivement au rôle d'attaché militaire à Tokyo et à Pékin jusqu'en 1911.
Pendant son séjour en Asie, Caviglia est nommé lieutenant-colonel (tenente colonnello) et aide de camp honoraire du roi (1908), tandis qu'il développe un grand intérêt pour les civilisations locales, leur consacrant également une production d'essais.

### La première guerre mondiale

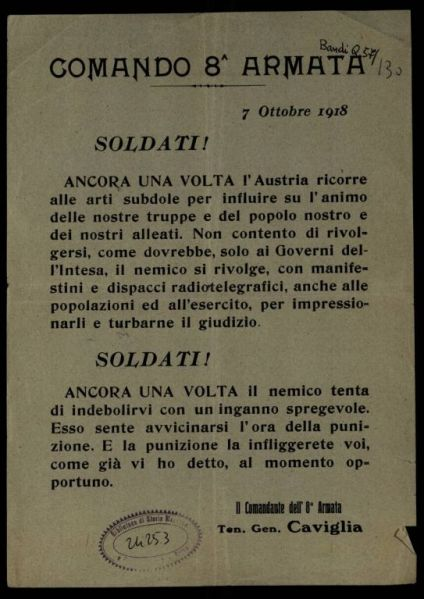
Tract signé par Caviglia en 1918

Après un court séjour en Libye en 1912, en tant que responsable des négociations pour l'évacuation des troupes turques et la pacification des Arabes et des Berbères à la fin de la guerre italo-turque, il devient directeur adjoint de l'Istituto Geografico Militare à Florence l'année suivante et devient colonel (colonnello) en 1914.
À l'été 1915, peu après le début de la Première Guerre mondiale, il a atteint le grade de général de division (maggior generale). Avec la brigade "Bari", il a combattu sur le Karst et dans le Trentin, affrontant l'offensive autrichienne en 1916 et obtenant la croix de chevalier de l'ordre militaire de Savoie.
En juin 1917, il est promu général de corps d'armée (generale di corpo d'armata) pour mérites de guerre et le mois suivant, à la tête du XXIVe corps d'armée, il remporte une importante victoire dans la bataille de Bainsizza, dont les effets sont toutefois limités par des problèmes logistiques. Lors de la bataille de Caporetto, son unité n'est que très peu touchée par l'attaque des armées des Empires centraux. Caviglia réussit à éviter la capture de ses propres troupes ainsi que d'autres troupes, dont trois divisions précédemment sous les ordres de Pietro Badoglio, en les conduisant de l'Isonzo au Tagliamento puis au Piave. Pour son comportement pendant la retraite et la défense précédente sur l'Isonzo, il a reçu la médaille d'argent de la valeur militaire. Cependant, Badoglio lui-même, qui avait entre-temps été promu chef d'état-major adjoint de l'armée, dissout le corps d'armée de Caviglia pour reconstituer le sien. Dans son livre sur la Première Guerre mondiale intitulé La dodicesima battaglia : Caporetto (La douzième bataille : Kobarid), Caviglia critique vivement cette décision et d'autres prises par Badoglio.
En janvier 1918, il est nommé membre suppléant du Conseil de l'ordre militaire de la Savoie et commande ensuite l'artillerie qui combat sur le plateau d'Asiago puis sur la rivière Piave à partir de juin de la même année. À la tête, obtenue pour mérites de guerre, de la VIIIe armée, il joue un rôle fondamental dans la bataille décisive de Vittorio Veneto.
À la fin des hostilités, le roi George V du Royaume-Uni l'ordonne commandeur de l'ordre du Bain et il acquiert le titre de Sir.

### La période d'après-guerre, Fiume et le fascisme
Immédiatement après la guerre (1919), Caviglia a été nommé sénateur du Royaume, a été ministre de la Guerre dans le premier gouvernement Orlando et a reçu le titre de chevalier grand-croix de l'ordre militaire de Savoie.
En raison de l'occupation continue de la ville de Fiume (Rijeka en Croatie) par les nationalistes italiens dirigés par Gabriele d'Annunzio, qui avait commencé le 12 septembre, le Premier ministre de l'époque, Francesco Saverio Nitti, a nommé Caviglia, ancien commandant de la VIIIe armée, commissaire extraordinaire pour la Vénétie julienne, en remplacement de Badoglio.
Lorsque Giovanni Giolitti revient au gouvernement en 1920 et que le traité de Rapallo est conclu, la déclaration de guerre des légionnaires à l'Italie qui s'ensuit est accueillie par un bombardement, puis par une attaque de la ville par les troupes de Caviglia à partir du 24 décembre. Les opérations se sont terminées le 31 avec la reddition des occupants, et la concomitance des affrontements armés avec les festivités de Noël a vu d'Annunzio définir ces jours comme le Noël sanglant.
Accusé par les nationalistes pour les événements de Fiume, il se défend en déclarant qu'il n'a pas été correctement informé par Giolitti des concessions faites à la Yougoslavie. Ce point de vue sera développé dans son livre Il conflitto di Fiume (Le conflit de Fiume), dont l'impression fut empêchée par le régime fasciste en 1925 et qui ne parut qu'à titre posthume, en 1948, dans une version remaniée par le général lui-même.
En ce qui concerne le fascisme, après un soutien substantiel, mais sans prise de position explicite, il déclare en 1924 le retrait de son consentement non pas à ce qu'il définit comme "les idées originelles du fascisme", mais plutôt aux développements suivants, et cette orientation se traduit par la non confirmation de sa confiance dans le gouvernement Mussolini.
Avec d'autres généraux, à l'exception de Badoglio, Caviglia se retire de la scène politique.
En 1926, Mussolini lui a décerné le grade de maréchal d'Italie et en 1930, le roi Vittorio Emanuele III l'a fait chevalier de l'ordre suprême de la Très Sainte Annonciade. Sa dernière mission est une inspection dans les Alpes en 1939.

### L'armistice et les derniers jours

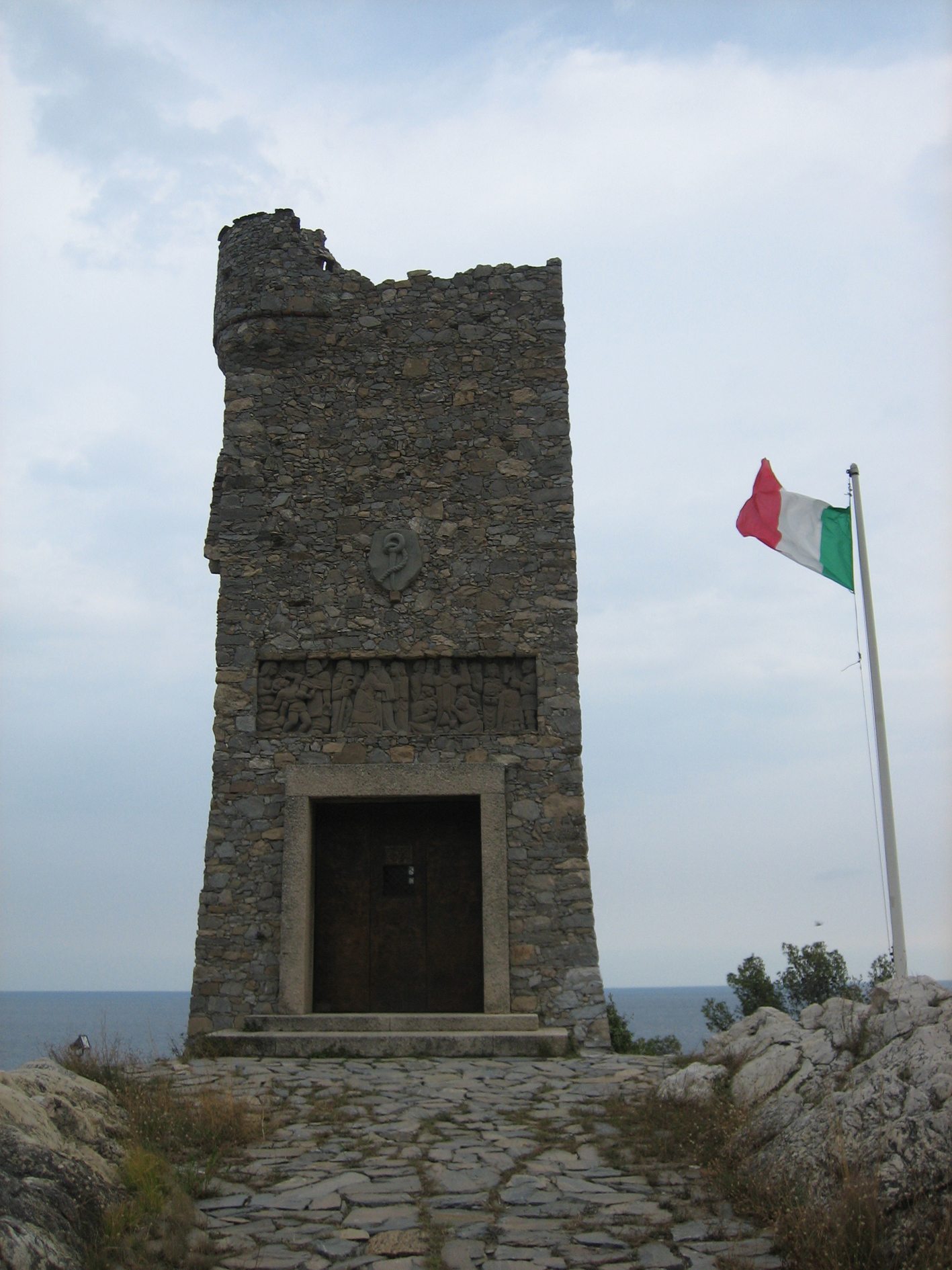
Le mausolée d'Enrico Caviglia à Capo San Donato, Finale Ligure.

Selon ce qui est indiqué dans son Journal, dans les notes relatives aux journées comprises entre le 8 septembre 1943 et le 10 de ce mois, Caviglia arrive dans la capitale pour des "affaires privées" le matin du 8 et demande au général Campanari d'obtenir une audience avec le Roi, qui demande, s'il n'y a pas d'affaires urgentes, de fixer l'audience pour le 9. À neuf heures du jour fixé pour la rencontre, c'est Campanari lui-même qui contacte Caviglia, l'informant qu'il a trouvé le Quirinal abandonné et l'invitant à se réunir sur la place devant celui-ci.
Le général Vittorio Sogno participe également à la réunion, informant les autres des événements qui ont suivi la reddition publique de l'armistice de Cassibile, et se rend avec eux dans le bâtiment du ministère de la Guerre, où, avec le ministre responsable, Antonio Sorice, ils tentent de communiquer avec le roi pour obtenir son consentement à ce que Caviglia assume temporairement le rôle de chef du gouvernement et des forces militaires. Bien qu'une réponse positive ait été dûment envoyée par Victor Emmanuel III, alors à bord du croiseur Scipione Africano, aucun message n'est parvenu à Caviglia.
Bien que les affrontements aient déjà commencé entre les unités italiennes et allemandes, les grandes difficultés d'organisation et les perspectives de défense de Rome conduisent Caviglia à accepter l'ultimatum imposé par Albert Kesselring le 10 septembre 1943, qui ordonne le désarmement des troupes et la déclaration de la capitale comme ville ouverte. Les mots utilisés par Caviglia dans sa conversation avec le maréchal allemand le 13 septembre sont célèbres : "Voi vedete com'è ridotta l'Italia: come Cristo alla colonna. Su di essa tutti possono sputare o schiaffeggiarla e batterla" ("Vous voyez à quoi l'Italie a été réduite : comme le Christ à la colonne. Tout le monde peut cracher dessus, le gifler et le battre").
Lors de la formation de la République sociale italienne, Mussolini pense le nommer chef de l'armée républicaine, mais Alessandro Pavolini et Buffarini Guidi lui font remarquer qu'il est trop vieux pour une tâche aussi lourde et le Duce change rapidement d'avis. Caviglia retourne à Finale Ligure, où il meurt un mois après la fin des combats et est enterré dans la basilique de San Giovanni Battista à Finale Ligure Marina. Son corps a été transféré en 1952 dans la tour de Capo San Donato (où sa fille est également enterrée).

### Promotions militaires
- Sous-lieutenant (sottotenente) : 19 juillet 1883
- Lieutenant (tenente) : 25 août 1885
- Capitaine (capitano) : 17 juillet 1893
- Major (maggiore) : 31 octobre 1893
- Lieutenant Colonel (tenente colonnello) : 22 septembre 1908
- Colonel (colonnello) : 1er février 1914
- Général de division (maggiore generale) : 31 août 1915
- Lieutenant-général (tenente generale) : 14 juin 1917
- Général d'armée (Generale dell'esercito) : novembre 1919

### Fonctions et titres
- Commandant de corps d'armée (29 septembre 1918)
- Membre titulaire du Conseil de l'ordre militaire de Savoie (4 juillet 1918)
- Commissaire extraordinaire de la Vénétie Julienne (21 décembre 1919)
- Maréchal d'Italie (25 juin 1926)
- Aide de camp honoraire de la Maison militaire honoraire de Sa Majesté le Roi

### Commissions sénatoriales
- Membre de la Commission d'examen des pactes du Latran (16 mai 1929)
- Membre de la Commission de l'arrêt de la Haute Cour de justice (27 décembre 1929-19 janvier 1934)

## Décorations

### Décorations italiennes
- Chevalier de l'ordre suprême de la Très Sainte Annonciade - 1929
- Chevalier grand-croix de l'ordre des Saints-Maurice-et-Lazare - 1929
- Chevalier grand-croix de l'ordre de la Couronne d'Italie - 1929
- Chevalier grand-croix de l'ordre militaire de Savoie - 22 février 1919[3]
- Croix d'or avec couronne royale pour ancienneté dans le service militaire pour les officiers ayant 40 ans de service.
- Croix du Mérite de la guerre
- Médaille commémorative des campagnes d'Afrique
- Médaille commémorative de la guerre italo-turque
- Médaille commémorative de la guerre italo-autrichienne 1915-1918 (campagne de 4 ans)
- Médaille commémorant l'unification de l'Italie
- Médaille italienne de la victoire interalliée

### Décorations étrangères
- Chevalier commandeur de l'ordre du Bain - « Pour les mérites de la guerre »

## Sources
- (it) Cet article est partiellement ou en totalité issu de l’article de Wikipédia en italien intitulé « Enrico Caviglia » (voir la liste des auteurs).